# مندوسا، آرژانتین
 مندوزا  (به اسپانیایی: Mendoza) شهری است در آرژانتین واقع در استان مندوسا.
وسعت شهر مندوزا ۵۸ کیلومتر مربع، جمعیت آن ۲۹۴٬۷۰۰ نفر و جمعیت کل منطقه شهری آن ۸۴۹٬۶۶۰ نفر است.

## نگارخانه

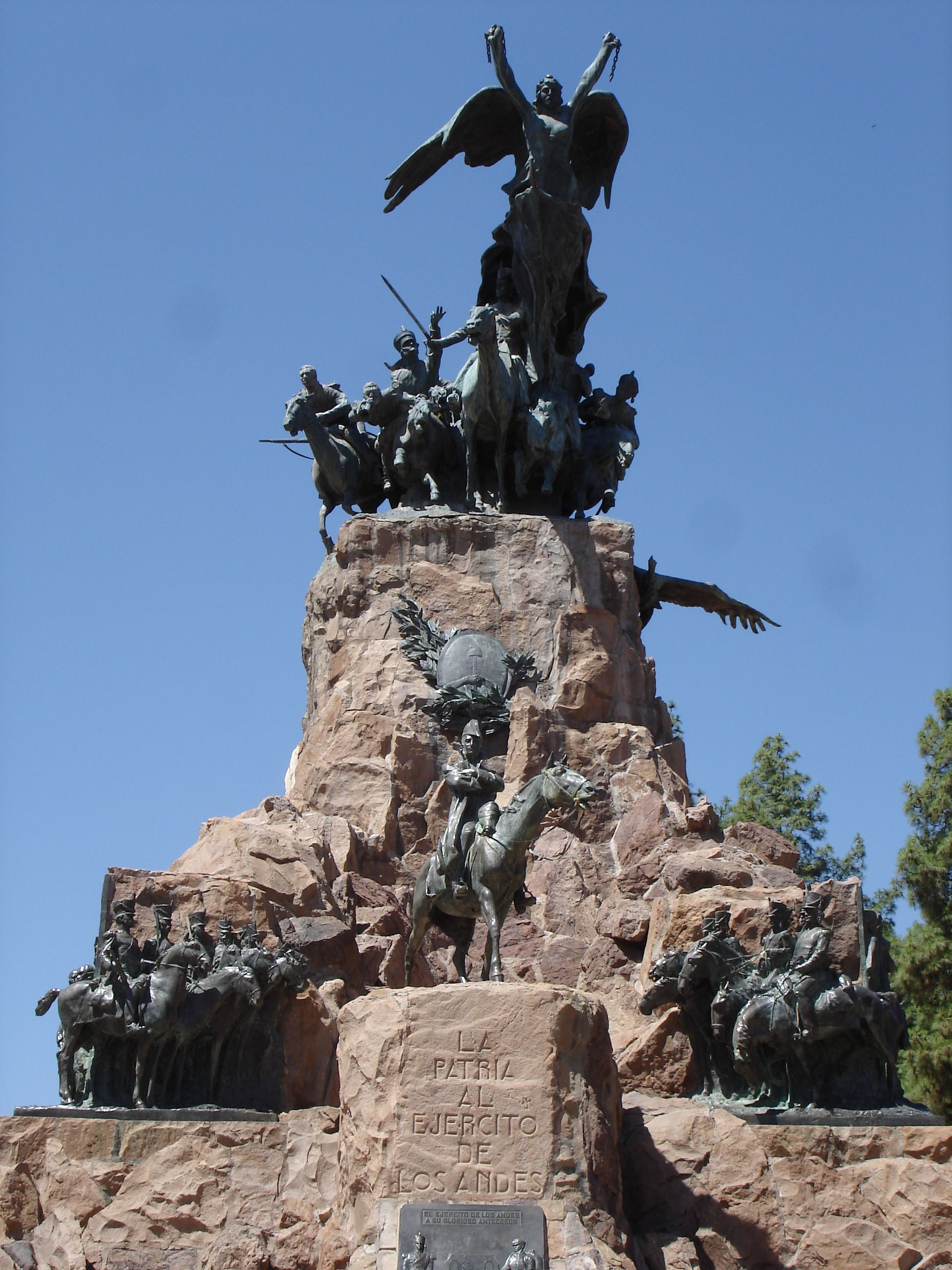
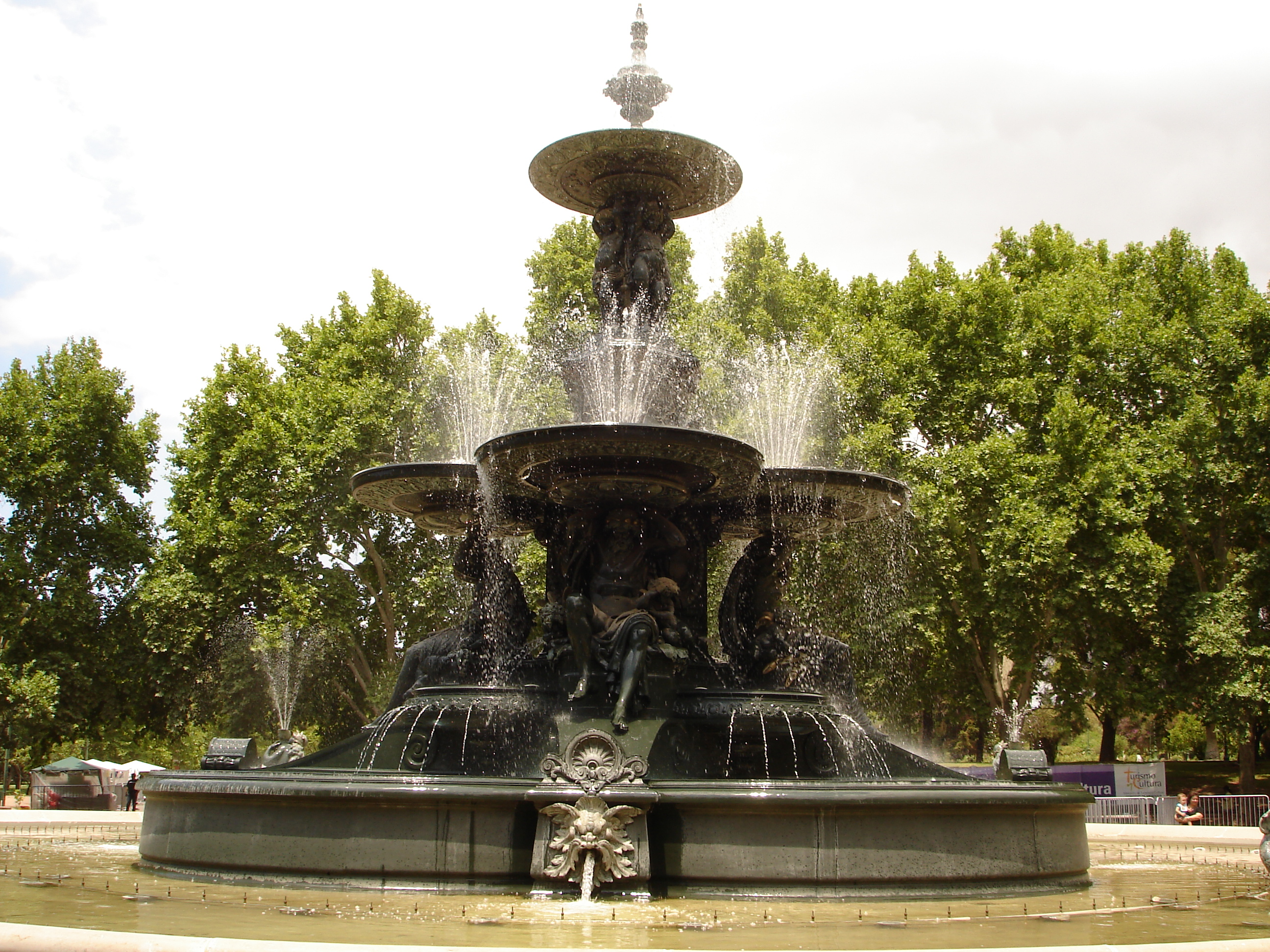
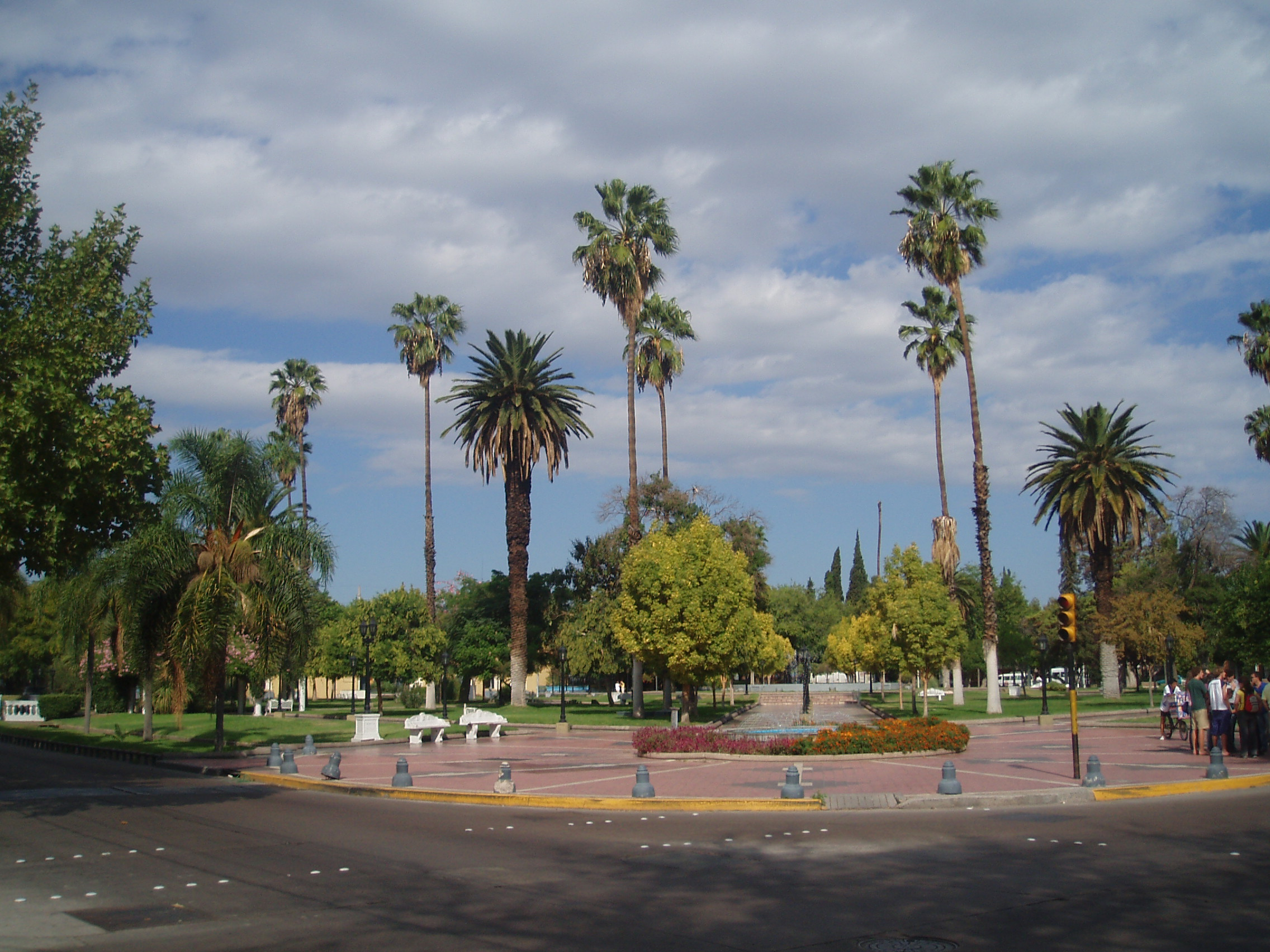
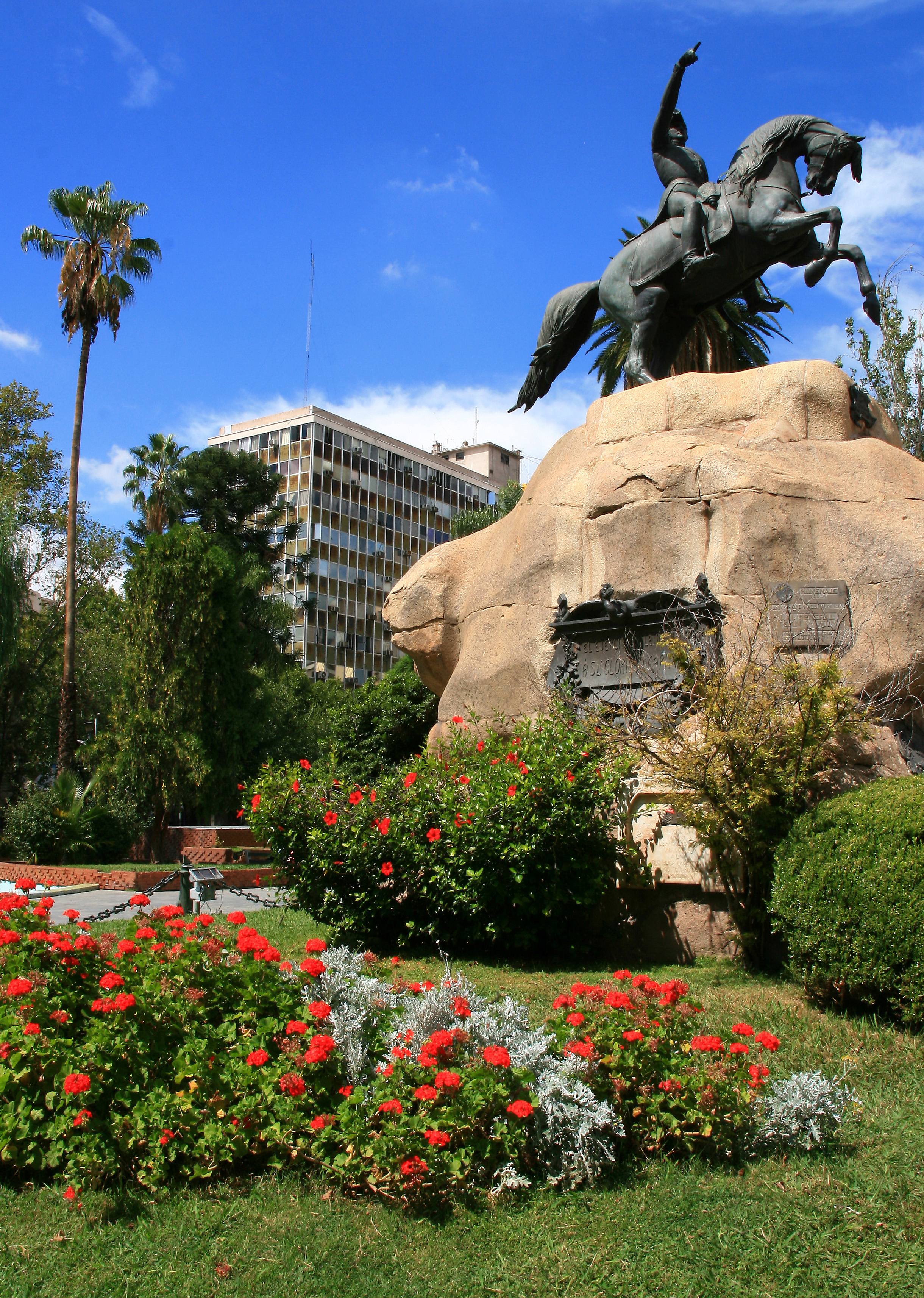
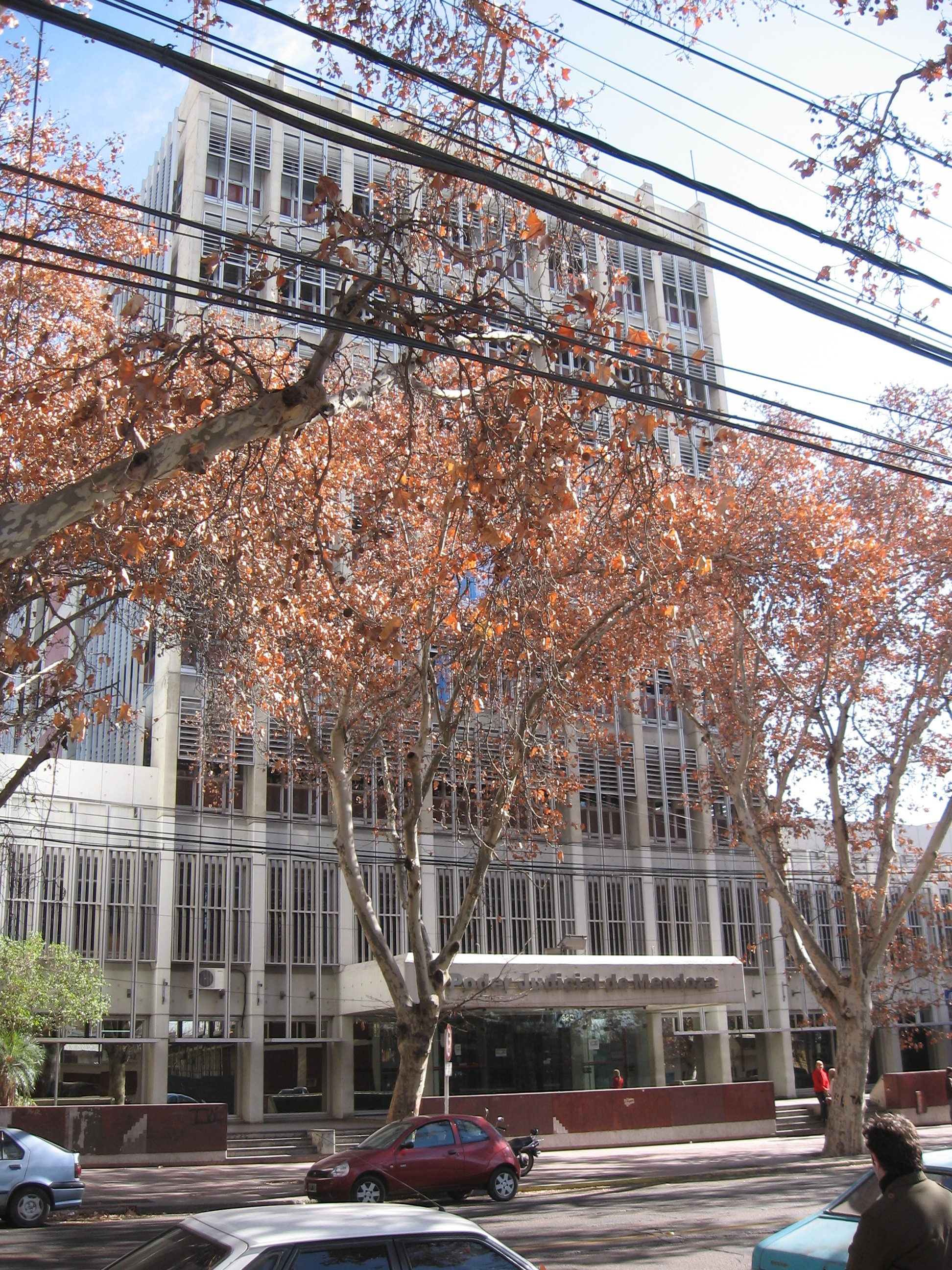
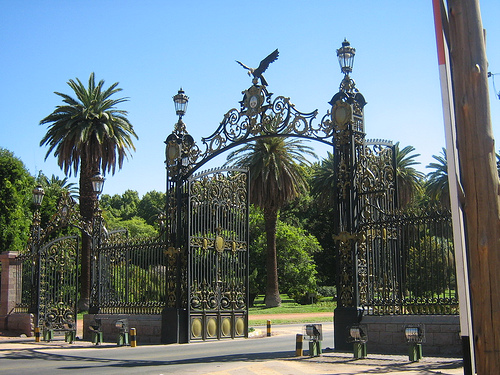
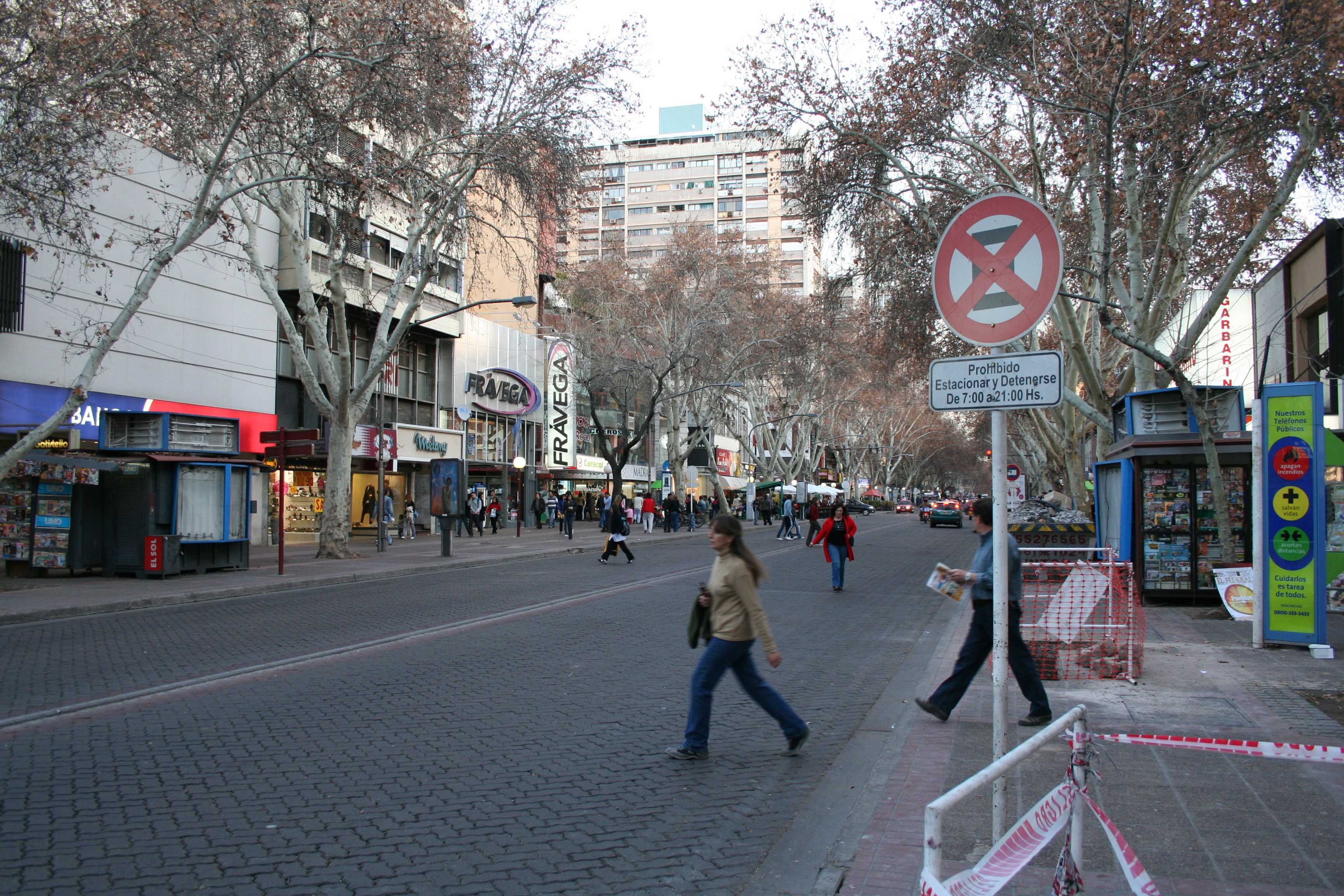
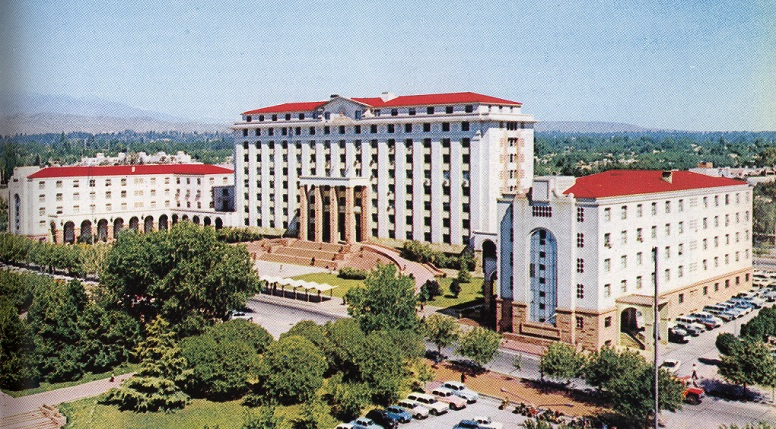

## شهرهای خواهر خوانده
- سائوپائولو, برزیل
- سرتاژینهو, برزیل
- رمت گن, اسرائیل
- مونتری, مکزیک
- تاکنا, پرو
- میامی, آمریکا
- ایالات متحده آمریکا نشویل, آمریکا